# صقور العاصفة
صقور العاصفة (بالإنجليزية: Storm Hawks)‏ هو مسلسل رسوم متحركة في الولايات المتحدة الأمريكية من شركة كرتون نتورك بالاشتراك مع YTV وقد بدأ الإنتاج في نتورك في 25 مايو 2009 وبدأ في YTV في سبتمبر 2009 وفي المملكة المتحدة بدأ البث في 6 أغسطس 2009 وقد دبلج البرنامج بالعربية وتم البث على قناةسبيستون وإم ‌بي ‌سي 3 وقد بث في كل من بلغاريا وتركيا ورومانيا عام 2008.

## روابط خارجية
- Stormhawks.com
- Nerd Corps Entertainment
- Asaph Fipke interview
- YTV's Storm Hawks site
- صقور العاصفة على موقع IMDb (الإنجليزية)
- صقور العاصفة على موقع ميتاكريتيك (الإنجليزية)
- صقور العاصفة على موقع روتن توميتوز (الإنجليزية)
- صقور العاصفة على موقع كينوبويسك (الروسية)
- صقور العاصفة على موقع ألو سيني (الفرنسية)
- صقور العاصفة على موقع قاعدة بيانات الفيلم (الإنجليزية)